# Demotional
dEMOTIONAL är ett svenskt metalband som bildades i juni 2009 av gitarristen Sebastian Fjordevik som i samband med sina universitetsstudier till musikproducent skapade en EP som sitt examensarbete. Till sin hjälp tog han sin dåvarande rumskamrat Nils-Petter Nilsson och Christopher Kristensen till att lägga sång och skrik på låtarna. På de inspelade låtarna var det Tommy Magnusson (senare permanent bandmedlem) som spelade trummor.
Under hösten spelades en musikvideo till låten "When She Cries" in, trots att bandet endast bestod av tre medlemmar. Bakom kameran stod Kristofer Kiggs Carlsson, som lade grunden till bandets tidiga visuella stil.
Gitarristen Johan Olofsson och trummisen Mattias Öbom anslöt sig under våren 2010, och kort därefter genomfördes de första livespelningarna. 2011 anslöt Kristoffer Lind på basgitarr, och vid samma tidpunkt ersattes Mattias Öbom av Tommy Magnusson på trummor.
dEMOTIONAL började väcka uppmärksamhet på radiostationer, musiktidningar och via sina energetiska liveframträdanden,[källa behövs] trots att någon debutskiva ännu inte var släppt. 
Detta ledde till de första av en lång rad sponsringssamarbeten (Frank Q, Iceman och Casual Friday),[källa behövs] och ytterligare inspelning av musikvideor. Det var även vid den här tidpunkten som bandet erbjöds skivkontrakt av Roasting House Records/Dead End Exit, och inspelning av debutskivan inleddes. 
I maj 2013 släpptes debutalbumet State: In Denial, som mixades och mastrades av Fredrik Nordström och Henrik Udd i Studio Fredman. Resten av året ägnades åt att skriva låtar och konserter med bl.a. Arch Enemy, Entombed, Adept och The Unguided, samt en Spanien-turné.
I stort sett hela nästkommande år ägnades åt att skriva och spela in uppföljningsalbumet Tarassis. Till sin hjälp tog nu dEMOTIONAL Pontus Hjelm (Dead By April) som stod för inspelning, mixning och mastring. Detta resulterade dessutom i en gemensam Europaturné som kantades av en del tumult i Ryssland. Under hösten 2015 gjorde dEMOTIONAL sin första turné som headline-band i Ryssland.
2016 skildes bandet från sitt skivbolag och valde att försöka stå på egna ben, kort därefter börjades arbetet av ett tredje fullängdsalbum. Återigen tog man hjälp av Pontus Hjelm, och den här gången fick han även agera producent. 
Albumet Discovery släpptes i maj 2017, och följdes upp av releasefester och en 14-dagars turné i Spanien och Portugal.

## Medlemmar
Nuvarande medlemmar
- Christopher Kristensen – sång
- Nils-Petter Nilsson – sång
- Sebastian Fjordevik – gitarr
- Johan Olofsson – gitarr
- Kristoffer Lindh – basgitarr

Tidigare medlemmar
- Mattias Öbom – trummor
- Tommy Magnusson – trummor

## Diskografi
Studioalbum
- State: In Denial (2013)
- Tarassis (2014)
- Discovery (2017)
- Scandinavian Aftermath (2021)

Singlar
- Rush (2012)
- Alive (2013)
- Rush (2013)
- Illusions (2014)
- Neverland (2014)
- Brother (2016)
- All That It Takes (2017)
- Ashes (2017)
- Invincible (2018)
- Dreamers Light (2018)
- Cornered (2020)
- Don't Wake Me Up (2020)
- Bärsärk (2020)
- Boiling Point (2021)

EP
- dEMOTIONAL (2011)
- Are you feeling alive? (2011)